# Tansley
Tansley – wieś i civil parish w Anglii, w Derbyshire, w dystrykcie Derbyshire Dales. W 2011 roku civil parish liczyła 1197 mieszkańców. Tansley jest wspomniana w Domesday Book (1086) jako Taneslege/Teneslege.